# 阿尔山北站
阿尔山北站是伊阿铁路的一座车站，位于内蒙古自治区兴安盟阿尔山市伊尔施街道老伊尔施，距阿尔山市区17公里。本站于2010年2月26日随伊阿线一同启用，2016年7月1日开通客运，现由哈尔滨铁路局海拉尔车务段管辖，是哈尔滨铁路局在伊阿线上与沈阳铁路局的局界口。本站与下行杜拉尔站是海拉尔车务段管内仅有的两个位于兴安盟的车站。